# Tour Sainte-Renelde
 (juin 2023).
Si vous disposez d'ouvrages ou d'articles de référence ou si vous connaissez des sites web de qualité traitant du thème abordé ici, merci de compléter l'article en donnant les références utiles à sa vérifiabilité et en les liant à la section « Notes et références ».
Le tour Sainte-Renelde est une fête processionnelle et folklorique à cheval organisée le dimanche de la Trinité à partir du village belge de Saintes faisant partie de la commune de Tubize en province du Brabant wallon.
Il compte parmi les chefs-d’œuvre du Patrimoine oral et immatériel de la Fédération Wallonie-Bruxelles depuis 2005.

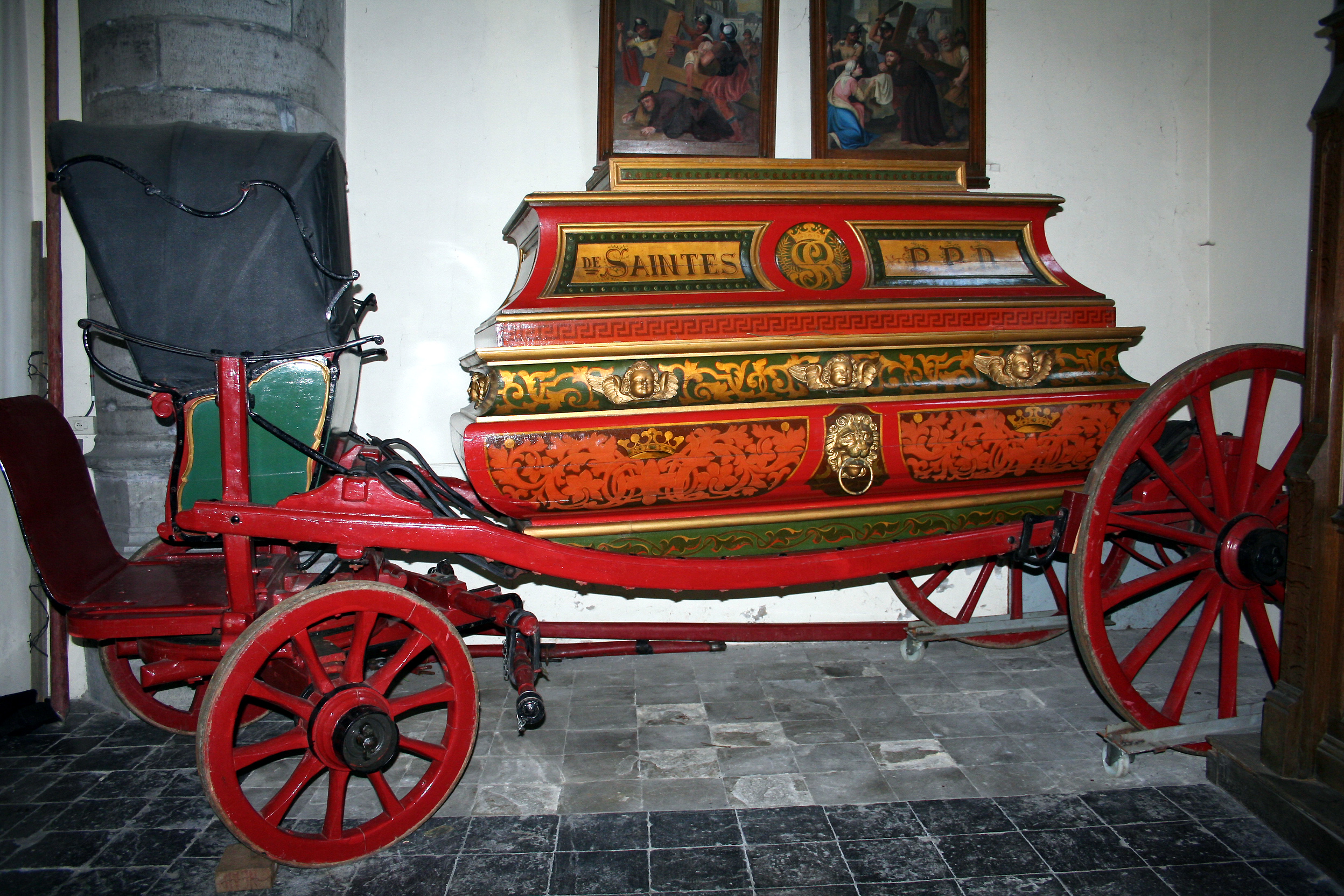
Le char sur lequel est posée la châsse de sainte Renelde.

## Origine
Le document le plus ancien mentionnant le Tour de Saintes date de 1451 et le qualifie alors d'ancienne coutume. Ce tour trouve sans doute son origine entre le XIIe siècle et le milieu du XIVe siècle suivant plusieurs hypothèses. Il rend hommage à Renelde de Saintes, morte assassinée vers 680, considérée martyre par l'Église catholique et vénérée dans le Brabant et plus particulièrement à Saintes où l'église lui est consacrée. Le char sur lequel sont posées les reliques de la sainte date de 1773.

### Déroulement de la fête
Le tour Sainte-Renelde est organisé chaque année lors de la fête de la Trinité qui se célèbre le dimanche suivant la Pentecôte soit le huitième dimanche après Pâques. Il est donc célébré entre la mi-mai et la mi-juin.
La veille du tour, le samedi en début de soirée, a lieu la mise à char. Cette cérémonie consiste à placer la châsse de sainte Renelde sur le char au cœur de l'église Sainte-Renelde de Saintes. La châsse est fleurie d’œillets rouges et blancs représentant les couleurs de la sainte en présence de la fanfare qui entonne l’un des airs traditionnels du Tour.
Le tour proprement dit commence à l'aube du dimanche. Partant de Saintes, il parcourt un itinéraire de près de 30 kilomètres et passe notamment par les villages avoisinants de Quenast (où une messe est célébrée à 10h) et de Bierghes.
La procession se compose de 150 à 200 cavaliers répartis en plusieurs cavaleries. Le cortège est composé dans l'ordre du guidon, porte-drapeau du Tour suivi par les musiciens-cavaliers, emmenés par leur commandant. Suivent ensuite les différentes cavaleries, regroupées par villages. Les cavaliers de Saintes arborant une ceinture rouge précèdent ceux de Bierghes portant une ceinture blanche. Ils sont suivis par les cavaliers de Petit-Enghien reconnaissables à leur ceinture verte, par ceux de Lembeek et leur képi vert puis par ceux de Tubize. Supportant la châsse et les reliques de la sainte, le char tracté par quatre chevaux brabançons dont deux sont montés par des postillons est entouré par six cavaliers provenant des cavaleries de Saintes et de Bierghes ainsi que par quelques quêteurs récoltant un peu d'argent. Un prêtre ou un diacre prend place à l'avant du char.
La rentrée du Tour a lieu en fin d'après-midi. Les cavaliers défilant en rangs par trois regagnent Saintes où ils sont accueillis par le clergé et une procession de personnages costumés.